# Philip J. Noel-Baker
Philip John Noel-Baker, baron Noel-Baker (1er novembre 1889 – 8 octobre 1982), né Philip John Baker, est un homme politique et athlète britannique. Il est député travailliste, expert du désarmement et grand orateur. Il reçoit en 1959 le prix Nobel de la paix pour son œuvre en faveur de la paix et de la coopération internationale auprès des Nations unies. Son nom est d’abord orthographié « Noel Baker » ; en français, il est parfois nommé Philippe Noël-Baker.

## Biographie

### Famille et jeunesse
Philip Baker est né à Londres, le sixième de sept enfants de Joseph Allen Baker (un quaker canadien) et d'Elizabeth Balmer Moscrip (écossaise). Son père a émigré en Angleterre en 1876, il est entrepreneur et politicien, membre de la Chambre des communes de 1905 à 1918, et un des fondateurs du Travail amical international des Églises (World Alliance of Churches for Promoting International Friendship, précurseur du Conseil œcuménique des Églises). Philip « grandit dans une atmosphère de religiosité pratique et absente de dogmatisme ».
Philip Baker fait ses études dans des écoles quaker, d'abord en Angleterre puis aux États-Unis à l'université de Haverford College en Pennsylvanie. Il étudie ensuite l'histoire et l'économie au King's College à Cambridge de 1908 à 1912, où il enseigne en 1915 déjà. Durant ses études, il se lie d'amitié avec Norman Angell (prix Nobel de la paix en 1933).
En 1915, Philip Baker épouse Irene Noel, infirmière dans un hôpital de campagne à East Grinstead, d'où un fils, Francis Noel-Baker (en) (1920-2009). Philip Baker change de nom en 1921 par lettres patentes, pour s'appeler désormais « Noel-Baker ». Sa femme était une amie de Virginia Woolf. De 1936 au décès d'Irene en 1956, Philip Noel-Baker a une relation avec Megan Lloyd George (1902-1966), elle aussi députée.
Lors de la Première Guerre mondiale, il est témoin de la première attaque au gaz de combat à Ypres et assiste au martyre des soldats. Il crée avec d'autres quakers britanniques une unité d'ambulanciers volontaires, la Friends' Ambulance Unit.
Philip Noel-Baker parle couramment sept langues.

### Athlétisme
Capitaine de l'équipe britannique aux Jeux olympiques de 1924 à Paris, il participe en tant qu'athlète aux 800 et 1 500 mètres des Jeux de 1912 et de 1920. À Stockholm, sur la plus longue des distances, il préfère sacrifier ses chances, pour favoriser son coéquipier Arnold Jackson, face au danger que représentent les athlètes américains. Il finit sixième. À Anvers, en se plaçant derrière lui à l'entame du dernier tour, il protège jusqu'au bout son compatriote Albert Hill, de l'Américain Lawrence Shields. Il termine, néanmoins, deuxième de ce 1 500 mètres, à cinq dixièmes de Hill et s'empare de la médaille d'argent. Il est l'unique personne à avoir gagné une médaille olympique et reçu un prix Nobel.

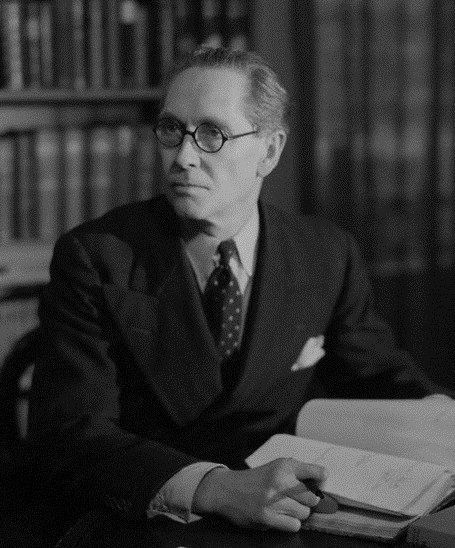
Noel-Baker en 1942.

### Carrière politique
Après la Première Guerre mondiale, Philip Noel-Baker prend part à la Conférence de paix de Paris en 1919, en qualité de premier assistant de Robert Cecil (juriste, politicien et diplomate qui recevra le prix Nobel de la paix en 1937). Il est impliqué dans la création de la Société des Nations (SdN), avec Robert Cecil puis comme assistant d'Eric Drummond (premier secrétaire général de la SdN). Il est aussi un proche collaborateur de Fridtjof Nansen (prix Nobel de la paix en 1922). De 1924 à 1929 il est professeur de relations internationales à l’université de Londres, en 1927 il est professeur invité à l'Académie de droit international de La Haye, de 1933 à 1934 il enseigne à l'université de Yale.
Philip Noel-Baker commence sa carrière politique en 1924 au sein du parti travailliste. Il est élu en 1929 au Parlement et devient le secrétaire parlementaire privé d'Arthur Henderson. Il est aussi membre du « Cabinet fantôme » jusqu’en 1959. Bien qu’il perde son siège de parlementaire entre 1931 et 1936, il reste l'assistant de Henderson tant que celui-ci préside la Conférence mondiale pour le désarmement à Genève en 1932-1933. Il devient membre du comité exécutif national du Labour Party en 1937. Il occupe diverses positions au gouvernement pendant et après la Seconde Guerre mondiale jusqu’à devenir secrétaire d'État aux Relations du Commonwealth en 1947. Il est responsable en tant que ministre de l’organisation des Jeux olympiques d'été de 1948 à Londres. Il préside le Labour Party en 1946-1947.
En 1936, Noel-Baker participe avec Robert Cecil et Pierre Cot au Rassemblement universel pour la paix (RUP) à Bruxelles.
Après la guerre, il fait partie de la délégation britannique à ce qui deviendra l'Organisation des Nations unies. Il participe à la rédaction de la Charte des Nations unies et à divers règlements. Il reçoit le prix Nobel de la paix, le 10 décembre 1959, un an après avoir publié un livre en faveur du désarmement. Selon le président du Nobel, Gunnar Jahn (en), « chez Philip Noel-Baker, on ne trouve pas trace d’ambition personnelle. Pour lui, la cause seule est importante. Si elle fait des progrès, peu importe qui en a le mérite. ». Dans son discours prononcé lors de la réception du prix, Noel-Baker déclare :

« Que reste-t-il des principes de moralité sur lesquels a été édifiée notre civilisation occidentale ? Comment la course aux armements peut-elle prendre fin ? J'aborde le sujet par une affirmation sans détour : c'est un non-sens de parler de désarmement si l’on ne croit pas que la guerre, toute guerre peut être abolie. »

Philip Noel-Baker devient membre de la Chambre des lords (« pair à vie ») en 1977.
De 1979 jusqu’à sa mort, il est coprésident de la Campagne mondiale pour le désarmement (World Disarmament Campaign), organisation qu’il a fondée avec Fenner Brockway,.

## Publications
Ouvrages les plus connus de Philip Noel-Baker, tous réédités de nombreuses fois (de 14 à 44 éditions selon WorldCat).
- (en) P.J. Noel Baker, The Geneva protocol : for the pacific settlement of international disputes, Londres, P.S. King & Son, 1925, 228 p.
- (en) P.J. Noel Baker, Disarmament, Londres, Hogarth Press, 1926, 352 p.
- (en) Philip Noel-Baker, The League of Nations at work, Londres, Nisbet, 1926, 135 p.
- (en) Philip Noel-Baker, The Private manufacture of armaments, Londres, V. Gollancz, 1936, 574 p.
- (en) Philip Noel-Baker, The arms race : a programme for world disarmament, Londres, Atlantic Books, 1958, 579 p.Traduit en allemand en 1961 par Elisabeth Rotten.
- (en) Philip Noel-Baker, The First World Disarmament Conference 1932-1933 and why it failed, Oxford, etc, Pergamon Press, 1979, 147 p. (ISBN 0-08-023365-1)